# Belarussische Poolbillard-Meisterschaft 2018
Die belarussische Poolbillard-Meisterschaft 2018 war die achte Austragung der nationalen Meisterschaft in der Billardvariante Poolbillard. Gespielt wurden die Disziplinen 8-Ball, 9-Ball, 10-Ball und 14/1 endlos.
Die Wettbewerbe wurden an vier Wochenenden ausgetragen, den Auftakt bildete 14/1 endlos vom 17. bis 18. Februar 2018, gefolgt von 10-Ball (19. bis 20. Mai) und 8-Ball (20. bis 21. Oktober). Die abschließenden 9-Ball-Wettbewerbe fanden vom 15. bis 16. Dezember statt. Austragungsort war der BK Start in der belarussischen Hauptstadt Minsk.
Erfolgreichste Spielerin war die Rekordmeisterin Marharyta Fjafilawa. Nachdem sie seit 2014 alle Damenwettbewerbe gewonnen hatte, sicherte sie sich diesmal drei Titel, wobei sie im 10-Ball zum siebten Mal in Folge siegte. Beim 9-Ball-Turnier, an dem Fjafilawa aufgrund der kurz zuvor in China ausgetragenen Weltmeisterschaft nicht teilnahm, setzte sich Palina Tschernik im Endspiel gegen Miljana Murha mit 6:5 durch.
Bei den Herren war Uladsislau Schopik am erfolgreichsten und zog viermal ins Finale ein. Während er dreimal gegen Uladsislau Zyrykau gewann, musste er sich im 8-Ball Jahor Parubez mit 3:6 geschlagen geben.

## Medaillengewinner
| Wettbewerb           | Gold                | Silber              | Bronze                   |
| -------------------- | ------------------- | ------------------- | ------------------------ |
| Herren – 14/1 endlos | Uladsislau Schopik  | Uladsislau Zyrykau  | Wiktar Krautschuk        |
| Herren – 14/1 endlos | Uladsislau Schopik  | Uladsislau Zyrykau  | Zimafej Sereda           |
| Herren – 10-Ball     | Uladsislau Schopik  | Uladsislau Zyrykau  | Iwan Blisnjuk            |
| Herren – 10-Ball     | Uladsislau Schopik  | Uladsislau Zyrykau  | Aljaksandr Hapejeu       |
| Herren – 8-Ball      | Jahor Parubez       | Uladsislau Schopik  | Zimafej Sereda           |
| Herren – 8-Ball      | Jahor Parubez       | Uladsislau Schopik  | Uladsislau Les           |
| Herren – 9-Ball      | Uladsislau Schopik  | Uladsislau Zyrykau  | Artur Tschajkouski       |
| Herren – 9-Ball      | Uladsislau Schopik  | Uladsislau Zyrykau  | Pawel Rjabzeu            |
| Damen – 14/1 endlos  | Marharyta Fjafilawa | Jana Schut          | Palina Tschernik         |
| Damen – 14/1 endlos  | Marharyta Fjafilawa | Jana Schut          | Kazjaryna Litwinawa      |
| Damen – 10-Ball      | Marharyta Fjafilawa | Palina Tschernik    | Kazjaryna Litwinawa      |
| Damen – 10-Ball      | Marharyta Fjafilawa | Palina Tschernik    | Darja Tscheprassowa      |
| Damen – 8-Ball       | Marharyta Fjafilawa | Kazjaryna Litwinawa | Miljana Murha            |
| Damen – 8-Ball       | Marharyta Fjafilawa | Kazjaryna Litwinawa | Jana Schut               |
| Damen – 9-Ball       | Palina Tschernik    | Miljana Murha       | Anastassija Tumilowitsch |
| Damen – 9-Ball       | Palina Tschernik    | Miljana Murha       | Aljaksandra Karnej       |